# Hehuanshan
Il monte Hehuanshan (cinese tradizionale: 合歡山; pinyin: Héhuān Shān; POJ: Ha̍p-hoan-soaⁿ; chiamato anche Monte della Gioia) è una montagna della Catena Montuosa Centrale  (中央山脈) di Taiwan, spina dorsale dell'isola. La sua cima si trova a fare da confine alle contee di Nantou e Hualien, e si trova nel Parco Nazionale Taroko, destinazione di diversi turisti taiwanesi. In realtà, il picco orientale (3.421m) ed il picco settentrionale (3.422m) sono entrambi più alti di quello che viene chiamato picco principale (3.416m).

## Turismo
La montagna Hehuanshan è destinazione di diversi turisti taiwanesi ed appassionati di sci, poiché la neve, rarissima nel resto della nazione, si presenta sul monte in discrete quantità in inverno. La Strada Hehuanshan porta i turisti fino a Wuling, sella tra il picco principale ed il picco orientale del monte. Wuling, inoltre, è il punto più alto dell'isola ad essere raggiunto da una strada pubblica.
Dalla strada Hehuanshan, un sentiero lungo circa un chilometro porta i turisti sulla cima del picco principale, sul quale è collocata una stazione meteorologica.

## Storia
In passato, fu costruita in prossimità del monte una base di addestramento militare. Sulla montagna, inoltre, sono presenti i resti di uno skilift che veniva utilizzato da importanti politici taiwanesi durante l'epoca della legge marziale, ed era inaccessibile al popolo comune. Anni fa, lo skilift fu abbandonato a causa dell'imprevedibilità delle già scarse nevicate.

## Strada Hehuanshan
La Strada Hehuanshan è attualmente l'unica via asfaltata che dalla città di Taichung arriva a quella di Hualien, passando per la Catena Montuosa Centrale attraverso il Parco Nazionale Taroko. L'autostrada Central Cross-Island, che incrociava in origine le montagne a nord dell'Hehuanshan, fu danneggiata durante il terremoto di Chichi del 21 settembre 1999, ed è stata chiusa per i lavori di riparazione per tutti i cinque anni successivi. Appena prima della sua riapertura, però, un tifone la danneggiò nuovamente e le autorità decisero di chiuderla a tempo indefinito.
La Strada Hehuanshan porta da Puli, nella Nantou centrale, fino a Wuling, attraversando Wushe (villaggio di Ren-ai) e l'area rurale di Chingjing. Wuling, situata 3.275m sul livello del mare, è il più alto passaggio automobilistico di Taiwan. La strada, stretta e curvosa per tutto il tragitto, è considerata pericolosa e difficile da intraprendere, specialmente in inverno quando viene spesso ostruita dalla neve. Recentemente, dopo diversi incidenti, la strada è stata chiusa al traffico di autobus e autocarri.